# ما بامرئ من ضؤلة في وائل
ما بامرئ من ضؤلة في وائل هي قصيدة شعرية لشاعر عمرو بن كلثوم، عدد أبياتها خمسة أبيات من البحر الرجز.

## نبذة عن المؤلف
عمرو بن كلثوم بن مالك بن عتاب بن زهير التغلبي، من بني تغلب بن وائل، وينتهي نسبه إلى معد بن عدنان، وأمه هي ليلي بنت مهلهل الذي هو أخو كليب المشهور. وقد ساد عمرو بن كلثوم قومه وهو ابن خمسة عشر عامًا. ومات وله من العمر مائة وخمسون سنة 150. وكان فارسًا أبيًا جريئًا، حتى بلغ من أمره أن فتك بالطاغية عمرو بن هند، في بلاط سلطانه. وكان عمرو بن كلثوم شجاعًا مظفرًا مقدامًا فتّاكًا. وبه يضرب المثل في الفتك، فيقال: «أفتك من عمرو بن كلثوم لفتكه بعمرو بن هند».

## أشعار أخرى لشاعر
| - ليجز الله من جشم بن بكر - إن تسألي تغلبا وإخوتهم | - تالله إما كنت جاهلة - يا جحش يا جحش منتك الأسباب |

## وصلات خارجية
- ديوان عمرو بن كلثوم